# Pavle Jovanovic
Pour les articles homonymes, voir Jovanovic.
Pavle Jovanovic, né le 11 janvier 1977 à Toms River et mort le 3 mai 2020, est un bobeur serbo-américain.
Il est médaillé de bronze en bob à quatre aux Championnats du monde de bobsleigh en 2004.
Aux Jeux olympiques de 2006, il termine septième en bob à deux ainsi qu'en bob à quatre.
Il concourt sous les couleurs de la Serbie à partir de 2011.

## Palmarès

### Championnats monde
- : médaillé de bronze en bob à 4 aux championnats monde de 2004.